# والتر باهر
والتر باهر (انگلیسی: Walter Bahr؛ زادهٔ ۱ آوریل ۱۹۲۷ –درگذشتهٔ ۱۸ ژوئن ۲۰۱۸) بازیکن فوتبال اهل ایالات متحده آمریکا بود.
وی در تیم ملی فوتبال ایالات متحده آمریکا بازی کرده بود.

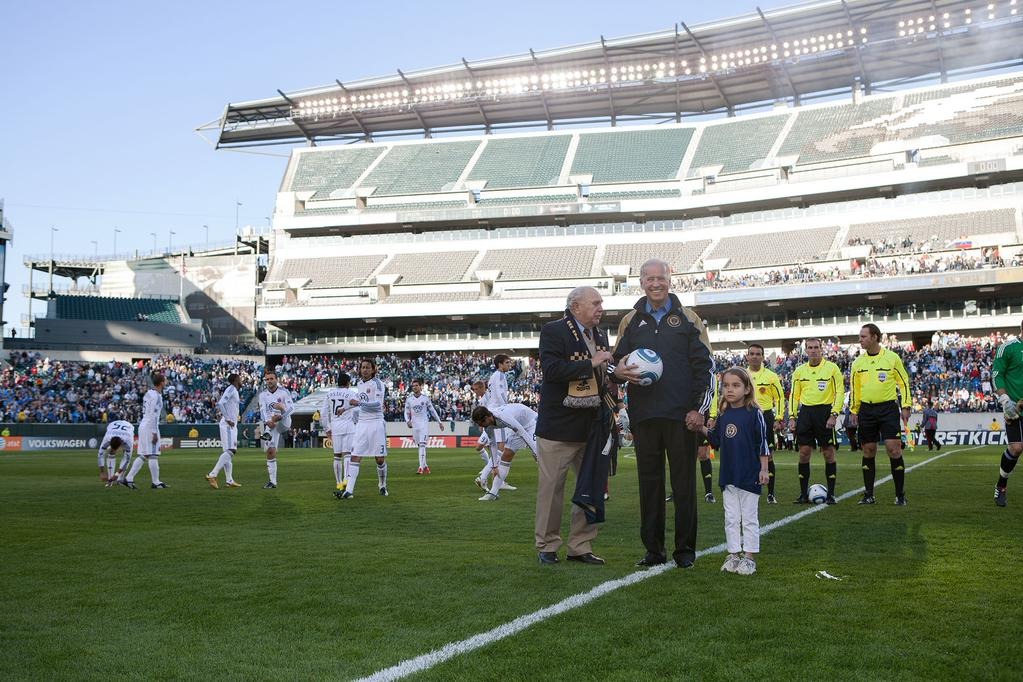
باهر در کنار جو بایدن در سال ۲۰۱۰